# Filmfare Award du meilleur réalisateur en télougou
Le prix Filmfare du meilleur réalisateur en télougou est une récompense attribuée par le magazine indien Filmfare dans le cadre des Filmfare Awards South annuels pour les films en télougou (Tollywood).

## Réalisateurs récompensés
Les années mentionnées sont celles de la sortie du film. La cérémonie a lieu l'année suivante.
- 1972 : Kadiri Venkata Reddy - Sri Krishna Satya[1]
- 1973 : T. Rama Rao - Jeevana Tharangaalu[1]
- 1974 : K. Viswanath - O Seeta Katha[1]
- 1975 : K. Viswanath - Jeevana Jyothi[1]
- 1976 : Bapu - Seetha Kalyanam[1]
- 1977 : K. Raghavendra Rao - Prema Lekhalu[1]
- 1978 : K. Balachander - Maro Charithra[1]
- 1979 : Dasari Narayana Rao - Gorintaku[1]
- 1980 : Bapu - Vamsa Vruksham[2]
- 1981 : Dasari Narayana Rao - Premabhishekam[2]
- 1982 : K. Viswanath - Subhalekha[2]
- 1983 : K. Viswanath - Saagara Sangamam[2]
- 1984 : Jandhyala Subramanya Sastry - Srivariki Premalekha[2]
- 1985 : Singeetam Srinivasa Rao - Mayuri[2]
- 1986 : K. Viswanath - Swathi Muthyam[3],[2]
- 1987 : K. Viswanath - Shrutilayalu[4]
- 1988 : M. V. Raghu - Kallu[5],[6]
- 1989 : Mani Ratnam - Geethanjali[7]
- 1990 : K. Raghavendra Rao - Jagadeka Veerudu Athiloka Sundari[8]
- 1991 : Kranthi Kumar - Seetharamaiah Gari Manavaralu[9],[10]
- 1992 : K. Viswanath - Aapathbandhavudu[11]
- 1993 : K. Raghavendra Rao - Allari Priyudu[11]
- 1994 : S. V. Krishna Reddy - Shubha Lagnam[12]
- 1995 : K. Viswanath - Subha Sankalpam[13]
- 1996 : Krishna Vamsi - Ninne Pelladata[14]
- 1997 : K. Raghavendra Rao - Annamayya [15]
- 1998 : Krishna Vamsi - Anthapuram[16]
- 1999 : B. Gopal - Samarasimha Reddy[17]
- 2000 : K. Vijaya Bhaskar - Nuvve Kavali[18]
- 2001 : Teja - Nuvvu Nenu[19]
- 2002 : Krishna Vamsi - Khadgam[20]
- 2003 : Gunasekhar - Okkadu[21]
- 2004 : Sukumar - Arya[22]
- 2005 : Trivikram Srinivas - Athadu[23]
- 2006 : Puri Jagannadh - Pokiri[24]
- 2007 : Sekhar Kammula - Happy Days[25]
- 2008 : Radhakrishna Jagarlamudi - Gamyam[26]
- 2009 : S. S. Rajamouli - Magadheera[27]
- 2010 : Radhakrishna Jagarlamudi - Vedam[28]
- 2011 : Sreenu Vaitla - Dookudu[29]
- 2012 : S. S. Rajamouli - Eega[30]
- 2013 : Trivikram Srinivas - Atharintiki Daaredi[31]
- 2014 : Vikram Kumar - Manam[32]
- 2015 : S. S. Rajamouli - La Légende de Baahubali - 1re partie [33]
- 2016 : Vamsi Paidipally - Oopiri[34]